# Gunnar Hellesen
Gunnar Fredrik Hellesen (* 23. Februar 1913 in Haugesund, Fylke Rogaland; † 7. Juli 2005) war ein norwegischer Politiker der Høyre, der acht Jahre lang Mitglied des Storting, von 1969 bis 1973 Regierungspräsident (Fylkesmann) des Fylke Rogaland sowie zwischen 1970 und 1971 Verteidigungsminister in der Regierung von Ministerpräsident Per Borten war. 
Wegen der Beteiligung am Widerstand gegen den Nationalsozialismus und die Besatzung durch die deutsche Wehrmacht wurde er vom dritten Senat des Reichskriegsgerichts in Berlin mit neun weiteren Norwegern am 24. Februar 1941 wegen angeblicher Spionage zum Tode verurteilt hatte. Nachdem sich Sven Hedin über Generaloberst Nikolaus von Falkenhorst bei Adolf Hitler erfolgreich für die Begnadigung der Verurteilten eingesetzt hatte, wurde die Todesstrafe am 17. Juni 1941 von Adolf Hitler durch zehn Jahre Zwangsarbeit ersetzt. 

## Leben

### Zweiter Weltkrieg, Verurteilung zum Tod und Begnadigung
Hellesen, Sohn des Kapitäns Gunnar Elias Hellesen und dessen Ehefrau Gina Johannessen, nahm nach dem Besuch von Mittel- und Handelsschule 1929 eine Tätigkeit als Büroangestellter bei einem Versicherer auf und wechselte 1936 als Versicherungsvertreter zur Seeversicherungsgesellschaft A/S Haugesund Sjøforsikringsselskap. Daneben war er von 1937 bis 1938 Vorsitzender des Sportverbandes von Haugesund und absolvierte 1938 einen Ausbildungsaufenthalt in Schweden.
Nach Beginn des Zweiten Weltkrieges trat Hellesen, der 1940 Vorsitzender des Jugendverbandes der Høyre (Unge Høyre) in Haugesund war, seinen Militärdienst in den Streitkräften an, wurde jedoch kurz darauf nach der Besetzung Norwegens durch die deutsche Wehrmacht während des Unternehmen Weserübung verhaftet. Wegen der Beteiligung am Widerstand gegen den Nationalsozialismus und die Besatzung durch die deutsche Wehrmacht wurde er vom dritten Senat des Reichskriegsgerichts in Berlin zusammen mit seinen Landsmännern Sigurd Jakobsen, Helge Børseth, Siegmund Brommeland, Peter Andree Hjelmervik, Siegmund Rasmussen, Gunnar Carlsen, Knud Gjerstad, Christian Oftedahl und Frithiof Lund am 24. Februar 1941 wegen angeblicher Spionage zum Tode verurteilt hatte. Nachdem sich Sven Hedin über Generaloberst Nikolaus von Falkenhorst bei Adolf Hitler erfolgreich für die Begnadigung der Verurteilten eingesetzt hatte, wurde die Todesstrafe am 17. Juni 1941 von Adolf Hitler durch zehn Jahre Zwangsarbeit ersetzt.

### Nachkriegszeit, Versicherungsmanager und Kommunalpolitiker
Nach Kriegsende nahm Hellesen seine Tätigkeit für die A/S Haugesund Sjøforsikringsselskap wieder auf und war für diese zunächst bis 1959 als Chef der Akvisionsabteilung tätig und danach zwischen 1959 und 1969 als stellvertretender Direktor. Zwischenzeitlich hatte er 1953 eine Fortbildung in Dänemark absolviert.
Neben seiner beruflichen Tätigkeit begann er sein politisches Engagement in der Kommunalpolitik und war zwischen 1945 und 1951 Mitglied des Stadtrates von Haugesund sowie anschließend zwischen 1951 und 1955 Mitglied des Stadtpräsidiums. Zugleich war er 1945 wieder Vorsitzender der Unge Høyre in der Stadt sowie von 1947 bis 1958 Mitglied des Landesvorstandes der Unge Høyre.
1955 wurde er erstmals Bürgermeister von Haugesund und bekleidete dieses Amt bis 1958. Danach war er von 1958 bis 1959 wieder Mitglied des Stadtpräsidiums, dem er erneut von 1959 bis 1963 angehörte, nachdem er 1959 abermals kurzzeitig Bürgermeister von Haugesund war. Gleichzeitig war er von 1955 bis 1956 sowie erneut von 1959 bis 1960 Mitglied des Vorstandes der Høyre im Fylke Rogaland und daneben zwischen 1958 und 1962 Mitglied des Landesvorstandes der Høyre.

### Storting-Mitglied und Fylkesmann von Rogaland
Nachdem Hellesen 1958 zunächst Vize-Mitglied des Storting wurde, wurde er bei der Wahl vom 11. September 1961 für die konservative Høyre zum Mitglied des Storting gewählt und vertrat dort bis zur Wahl vom 8. September 1969 die Interessen des Fylke Rogaland.
Während seiner Parlamentszugehörigkeit war er zwischen dem 13. Januar 1961 und dem 19. Oktober 1962 Vize-Vorsitzender des Protokollausschusses des Storting sowie später vom 15. Oktober 1965 bis zum 30. September 1967 Vorsitzender des Storting-Ausschusses für Finanzen und Zölle beziehungsweise zwischen dem 1. Oktober 1967 und dem 30. September 1969 Vorsitzender des Finanzausschusses.
Als Nachfolger von Paul Ingebretsen wurde er 1969 Regierungspräsident (Fylkesmann) des Fylke Rogaland und übte dieses Amt bis zu seiner Ablösung durch Konrad B. Knutsen 1973 aus.

### Verteidigungsminister und Wirtschaftsmanager
Im Rahmen einer Kabinettsumbildung wurde Hellesen am 5. Juni 1970 von Ministerpräsident Per Borten zum Verteidigungsminister (Forsvarsminister) ernannt und damit zum Nachfolger von Otto Grieg Tidemand, der wiederum das Amt des Minister für Handel und Schifffahrt übernahm. Das Ministeramt bekleidete er bis zum Ende von Bortens Amtszeit am 17. März 1971.
Nach seinem Ausscheiden aus der Regierung wurde er 1972 Vorstandsvorsitzender des Oljedirektoratet, das als staatliches Verwaltungsorgan die Erdölwirtschaft des Landes verwaltet, und übte diese Funktion bis 1978 aus. Daneben war er von 1973 bis 1980 Direktor der in Haugesund ansässigen Den norske Creditbank, zwischen 1973 und 1976 Vorstandsvorsitzender des Industrifondet sowie zugleich von 1973 bis 1983 Vorsitzender des Aufsichtsrates der A/S Haugesund Sjøforsikringsselskap. Darüber hinaus war zwischen 1974 und 1984 Vorsitzender der Betriebsversammlungen von Norsk Olje A/S, eine Tochtergesellschaft von Statoil.
Hellesen, der für seine Verdienste 1979 Kommandeur des Sankt-Olav-Ordens wurde, war zwischen 1980 und 1983 Vorstandsvorsitzender des Norwegischen Zentrums für Unterwassertechnologie (Norsk Undervannsteknologisk Senter) sowie Vorstandsvorsitzender der Werft Haugesund Mekaniske Verksted A/S.

## Veröffentlichungen
- Vår sikkerhets- og forsvarspolitikk, Oslo 1971
- Benådet, Autobiografie, Oslo 1986